# Essex
För andra betydelser, se Essex (olika betydelser).
Essex är ett ceremoniellt och administrativt grevskap i sydöstra England i Storbritannien. Essex ligger nordost om London. Områdena närmast huvudstaden är mer industrialiserade än resten av grevskapet som är tämligen lantligt. Essex är till stor del ett bördigt och mjukt böljande jordbrukslandskap med låglänt kust mot Nordsjön. Administrativ huvudort är Chelmsford.  Bland de större städerna finns Clacton-on-Sea, Colchester, Southend-on-Sea, Basildon, Maldon och Tilbury.
Fram till 800-talet var Essex ett tidvis självständigt anglosaxiskt kungadöme. Landskapet erövrades av saxarna och erhöll namnet Essex som kungarike för östsaxarna (jämför med Sussex, Middlesex och Wessex).

## Administrativ indelning
Essex är dels ett ceremoniellt grevskap (ceremonial county), dels ett administrativt grevskap som är en typ av sekundärkommun (non-metropolitan county). 
Det administrativa grevskapet är indelat i tolv distrikt (non-metropolitan districts), som är en typ av primärkommun. Inom det ceremoniella grevskapet finns även två enhetskommuner som verkar både som primärkommuner och som sekundärkommuner. Dessa är Southend-on-Sea och Thurrock.  
| Nr | Distrikt / Enhetskommun | Administrativt grevskap | Distrikten i det ceremoniella grevskapet Essex             |
| -- | ----------------------- | ----------------------- | ---------------------------------------------------------- |
| 1  | Uttlesford              | Essex                   | Rött: Administrativa grevskapet Essex Gult: Enhetskommuner |
| 2  | Braintree               | Essex                   | Rött: Administrativa grevskapet Essex Gult: Enhetskommuner |
| 3  | Colchester              | Essex                   | Rött: Administrativa grevskapet Essex Gult: Enhetskommuner |
| 4  | Tendring                | Essex                   | Rött: Administrativa grevskapet Essex Gult: Enhetskommuner |
| 5  | Harlow                  | Essex                   | Rött: Administrativa grevskapet Essex Gult: Enhetskommuner |
| 6  | Epping Forest           | Essex                   | Rött: Administrativa grevskapet Essex Gult: Enhetskommuner |
| 7  | Chelmsford              | Essex                   | Rött: Administrativa grevskapet Essex Gult: Enhetskommuner |
| 8  | Maldon                  | Essex                   | Rött: Administrativa grevskapet Essex Gult: Enhetskommuner |
| 9  | Brentwood               | Essex                   | Rött: Administrativa grevskapet Essex Gult: Enhetskommuner |
| 10 | Basildon                | Essex                   | Rött: Administrativa grevskapet Essex Gult: Enhetskommuner |
| 11 | Rochford                | Essex                   | Rött: Administrativa grevskapet Essex Gult: Enhetskommuner |
| 12 | Castle Point            | Essex                   | Rött: Administrativa grevskapet Essex Gult: Enhetskommuner |
| 13 | Southend-on-Sea         | Southend-on-Sea         | Rött: Administrativa grevskapet Essex Gult: Enhetskommuner |
| 14 | Torbay                  | Torbay                  | Rött: Administrativa grevskapet Essex Gult: Enhetskommuner |